# Влазово
Вла́зово — деревня в Островском районе Псковской области. Входит в состав Островской волости.

## География
Расположена в 14 км к востоку от центра города Остров.

## Население
| 2001 | 2002 | 2010 | 2013 |
| ---- | ---- | ---- | ---- |
| 221  | ↘194 | ↘158 | ↗199 |

## История
Деревня до апреля 2015 года входила в состав ныне упразднённой Городищенской волости Островского района.